# Menda
Menda est l'un des villages de la commune de Widikum-Boffe, département de la Momo de la région du Nord-Ouest du Cameroun.

## Organisation
Menda est divisé en 2 quartiers : Babih et Nkufan.

## Population
Au dernier recensement de 2005, le village comptait 175 habitants, dont 85 hommes et 90 femmes. En 2011, la population est estimée à 108 habitants dont 30 hommes, 36 femmes, 20 jeunes et 22 enfants.